# Žanrsko slikarstvo
Žanrsko slikarstvo je oblika žanrske umetnosti, ki prikazuje vidike vsakdanjega življenja tako, da prikazuje običajne ljudi, ki se ukvarjajo s splošnimi dejavnostmi. Ena od pogostih opredelitev žanrskega prizora je, da prikazuje osebe, ki jim ni mogoče pripisati nobene identitete niti posamično niti kolektivno – tako loči petit žanr od zgodovinskih slik (imenovanih tudi grand žanr) in portretov. Delo bi pogosto obravnavali kot žanrsko delo, četudi bi lahko pokazali, da je umetnik za model uporabil znano osebo – člana svoje družine, recimo. V tem primeru bi bilo odvisno od tega ali je umetnik delo želel zaznati kot portret – včasih subjektivno vprašanje. Upodobitve so umetniku lahko realistične, domišljijske ali romantizirane. Zaradi svoje znane in pogosto sentimentalne vsebine so se žanrske slike pogosto izkazale za priljubljene pri meščanstvu ali srednjem sloju.
Žanrski predmeti se pojavljajo v številnih umetniških tradicijah. Poslikani okraski v staroegipčanskih grobnicah pogosto upodabljajo pogostitve, rekreacijo in kmečke prizore, Peiraikosa pa Plinij starejši omenja kot helenističnega slikarja plošč 'preprostih' subjektov, kot so ohranjeni v mozaičnih različicah in pokrajinskih stenskih poslikavah v Pompejih: »brivnice, čevljarske stojnice, osle, užitne izdelke in podobne predmete«.  Srednjeveški iluminirani rokopisi so pogosto ponazarjali prizore vsakdanjega kmečkega življenja, zlasti v Delih mesecev v koledarskem delu horarija, najbolj znani Sijajni horarij vojvode Berrijskega.

## Do 1800
Nizozemske dežele so prevladovale na tem področju do 18. stoletja. V 17. stoletju so flamsko baročno slikarstvo in nizozemska zlata doba ustvarili številne specialiste, ki so večinoma slikali žanrske prizore. Še prej je flamski renesančni slikar Jan Sanders van Hemessen slikal inovativne obsežne žanrske prizore, v prvi polovici 16. stoletja pa je včasih v ozadju vključeval moralno temo ali verski prizor. To je bil del vzorca »manieristične inverzije« v antwerpenškem slikarstvu, ki je dajal poudarek 'preprostim' elementom, ki so bili prej kot okrasno ozadje slik. Joachim Patinir je razširil svoje krajine in vanje postavil figure kot majhen element, Pieter Aertsen pa je naslikal dela, v katerih prevladujejo tihožitja in žanrske figure kuharjev ali prodajalcev na trgih, z majhnimi verskimi prizori v prostorih v ozadju. Pri  Pieteru Brueglu starejšem so kmetje in njihove dejavnosti, ki so bile zelo naturalistično obdelane, postale predmet številnih slik, žanrsko slikarstvo pa naj bi po Brueghelovem vzponu uspevalo v Severni Evropi.
Adriaen in Isaac van Ostade, Jan Steen, Adriaan Brouwer, David Teniers, Aelbert Cuyp, Johannes Vermeer in Pieter de Hooch so bili v 17. stoletju v Nizozemskih deželah slikarji, specializiranimi za žanrske teme. Na splošno majhna velikost slik teh umetnikov je bila primerna za njihovo razstavljanje v domovih kupcev srednjega razreda. Pogosto je predmet žanrske slike temeljil na priljubljenem emblemu iz knjige Emblemov. To lahko da dvojni pomen sliki: na primer slika Gabriela Metsuja Prodajalec perutnine, 1662, prikazuje starca, ki ponuja petelina v simbolični pozi, ki temelji na nespodobni gravuri Gillisa van Breena (1595–1622), z istim prizorom. Vesela družba kaže skupino figur na zabavi, bodisi da so se zabavali doma ali pa samo pili v gostilni. Druge pogoste vrste prizorov so prikazovali trge ali sejme, vaške veselice (kermesse) ali vojake v taboru.
V Italiji je 'šolo' žanrskega slikarstva spodbudil prihod nizozemskega slikarja Pieterja van Laerja v Rim leta 1625. Pridobil si je vzdevek Il Bamboccio, njegovi privrženci pa so bili imenovani Bamboccianti, katerih dela bodo navdihnila Giacoma Cerutija, Antonia Cifrondija in Giuseppeja Maria Crespija med mnogimi drugimi.
Louis le Nain je bil pomemben predstavnik žanrskega slikarstva v Franciji v 17. stoletju, ko je slikal skupine kmetov doma, in kjer je 18. stoletje prineslo večje zanimanje za upodabljanje vsakdanjega življenja bodisi z romantiziranimi slikami Watteauja in Fragonarda, skrbnim realizmom Chardina. Jean-Baptiste Greuze (1725–1805) in drugi so slikali podrobne in precej sentimentalne skupine ali posamezne portrete kmetov, ki naj bi vplivali na slikarstvo 19. stoletja.
V Angliji je William Hogarth (1697–1764) komedijo, družbeno kritiko in moralne lekcije prenašal na platna, ki so pripovedovala zgodbe navadnih ljudi, polne pripovednih podrobnosti (podprte z dolgimi podnaslovi), pogosto v serijski obliki, kot v delu A Rake's Progress, prvič naslikan v letih 1732–33, nato graviran in objavljen v tiskani obliki leta 1735.
Španija je imela tradicijo pred Knjigo dobre ljubezni (El libro de buen amor) o družbenem opazovanju in komentarjih, ki temeljijo na stari rimski latinski tradiciji, ki so jo izvajali mnogi njeni slikarji in iluminatorji. Na vrhuncu španskega cesarstva in na začetku njegovega počasnega propada so umetniki španske zlate dobe, zlasti Diego Velázquez (1599–1660) in Murillo (1617–82) slikali številne pikaresne žanrske prizore uličnega življenja - pa tudi kuhinjske prizore, znane kot bodegones. Več kot stoletje kasneje je španski umetnik Goya (1746–1828) uporabljal žanrske prizore v slikarstvu in grafiki kot medij za temno komentiranje človeškega stanja. Njegova Katastrofa vojne, serija 82 žanrskih incidentov s polotošne vojne, je žanrsko umetnost popeljala na izjemno ekspresivno višino.

## 19. stoletje
Z upadanjem verskega in zgodovinskega slikarstva v 19. stoletju so umetniki vse bolj našli svojo temo v življenju okoli njih. Realisti, kot je Gustave Courbet (1819–77), so porušili pričakovanja z upodabljanjem vsakdanjih prizorov na ogromnih slikah – v obsegu, ki je bil tradicionalno rezerviran za 'pomembne' predmete – in tako zameglil mejo, ki je žanrsko slikarstvo ločila kot 'manjšo' kategorijo. Realistične slike v takem obsegu in nova vrsta, ki prikazuje ljudi v službi, s poudarkom na vloženem trudu, se običajno ne bi imenovale 'žanrske slike'. Tako monumentalni obseg kot prikaz izčrpavajočega dela ponazarjajo Burlaki na Volgi (Ilja Jefimovič Repin, 1873). Zgodovinsko slikarstvo se je od ekskluzivnega upodabljanja dogodkov velikega javnega pomena preusmerilo na upodabljanje žanrskih prizorov v zgodovinskih časih, tako zasebnih trenutkov velikih osebnosti kot vsakdanjega življenja navadnih ljudi. V francoski umetnosti je bil to znan kot slog Troubador. Ta trend, ki je bil očiten že leta 1817, ko je Ingres naslikal Henrik IV. Se igra s svojimi otroki, je dosegel vrhunec v pompierski umetnosti francoskih akademikov, kot sta Jean-Léon Gérôme (1824–1904) in Jean-Louis-Ernest Meissonier (1815–91). V drugi polovici stoletja se je po Evropi močno povečalo zanimanje za žanrske prizore, pogosto v zgodovinskih okoljih ali s poudarjenimi družbenimi ali moralnimi komentarji.
William Powell Frith (1819–1909) je bil morda najslavnejši angleški žanrski slikar viktorijanske dobe, ki je slikal velike in izjemno natrpane prizore; razširitev velikosti in ambicij v žanrskem slikarstvu iz 19. stoletja je bila pogost trend. Med drugimi angleškimi slikarji iz 19. stoletja so še Augustus Leopold Egg, Frederick Daniel Hardy, George Elgar Hicks, William Holman Hunt in John Everett Millais. Na Škotskem sta nastala dva vplivna žanrska slikarja, David Allan (1744–96) in sir David Wilkie (1785–1841). Wilkiejeva The Cottar's Saturday Night (1837) je navdihnila glavno delo francoskega slikarja Gustava Courbeta Po večerji v Ornansu (1849). Znani ruski realistični slikarji, kot sta Vasilij Perov in Ilja Repin, so tudi ustvarjali žanrske slike.
V Nemčiji se je Carl Spitzweg (1808–85) specializiral za nežno šaljive žanrske prizore, v Italiji pa je Gerolamo Induno (1825–90) slikal prizore vojaškega življenja. Nato so impresionisti in umetniki 20. stoletja, kot so Pierre Bonnard, Itshak Holtz, Edward Hopper in David Park, slikali prizore vsakdanjega življenja. Toda v kontekstu moderne umetnosti se izraz 'žanrsko slikarstvo' povezuje predvsem s slikanjem posebej anekdotične ali sentimentalne narave, naslikano v tradicionalno realistični tehniki.
Prvi pravi žanrski slikar v ZDA je bil nemški priseljenec John Lewis Krimmel, ki se je učil od Wilkieja in Hogartha, ki je ustvaril nežno šaljive prizore življenja v Filadelfiji od 1812–21. Drugi pomembni žanrski slikarji iz 19. stoletja iz ZDA so George Caleb Bingham, William Sidney Mount in Eastman Johnson. Harry Roseland  se je osredotočil na prizore revnih Afroameričanov na jugu poameriške državljanske vojne , John Rogers (1829–1904) pa je bil kipar, katerega majhna žanrska dela, množično izdelana iz litega ometa, so bila izjemno priljubljena v Ameriki. Dela ameriškega slikarja Ernieja Barnesa (1938–2009) in ilustratorja Normana Rockwella (1894–1978) bi lahko ponazorila sodobnejši tip žanrskega slikarstva.

### Žanr v drugih tradicijah
Japonska grafika ukiyo-e je bogata z upodobitvami ljudi v prostem času in na delovnem mestu, prav tako korejske slike, zlasti tiste, ustvarjene v 18. stoletju. Med slikarji so zlasti znani Kim Hongdo, Sin Yun-bok, Kim Deuk-sin, Hokusai, Tōshūsai Sharaku, Utagawa Hiroshige, Kitagawa Utamaro in mnogi drugi.

### Galerija flamskih žanrskih slik
- Jan Sanders van Hemessen, Prizor v bordelu, circa 1545-1550
- David Teniers mlajši, Prizor v gostilni, 1640
- Joos van Craesbeeck, Vojaki in ženska, 1640s

### Galerija nizozemskih žanrskih slik iz 17. stoletja
- Hendrick Avercamp, Ledena zabava na mestnem kanalu, 1615-1620
- Gerard van Honthorst, Vesela družba, 1623, s chiaroscuro sestavo, ki jo pogosto uporabljajo caravagisti Utrechta
- Judith Leyster, Fant in deklica z mačko in jeguljo, ok. 1635